# Sologne

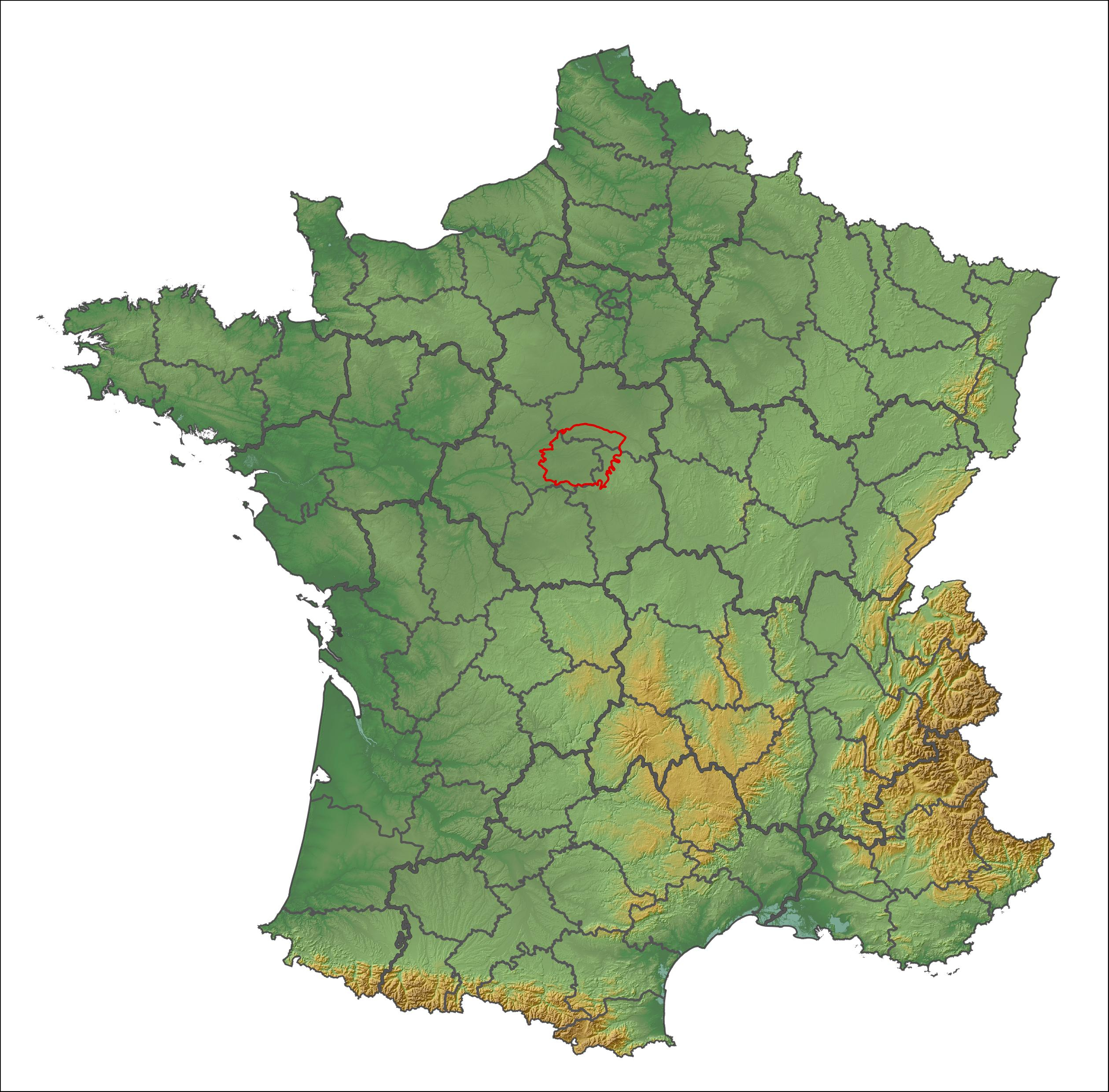
Sologne binnen Frankrijk

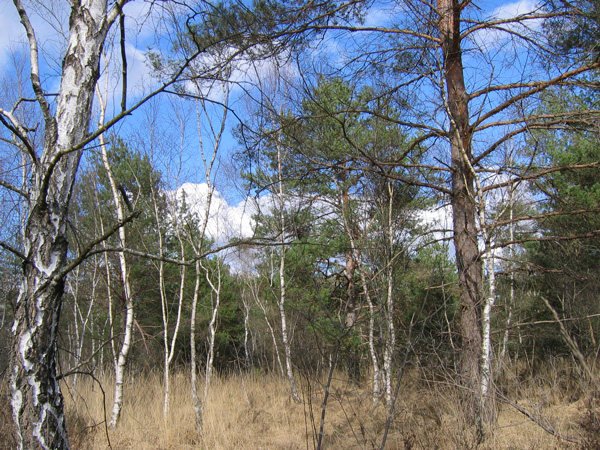
Een bos van dennen en berken

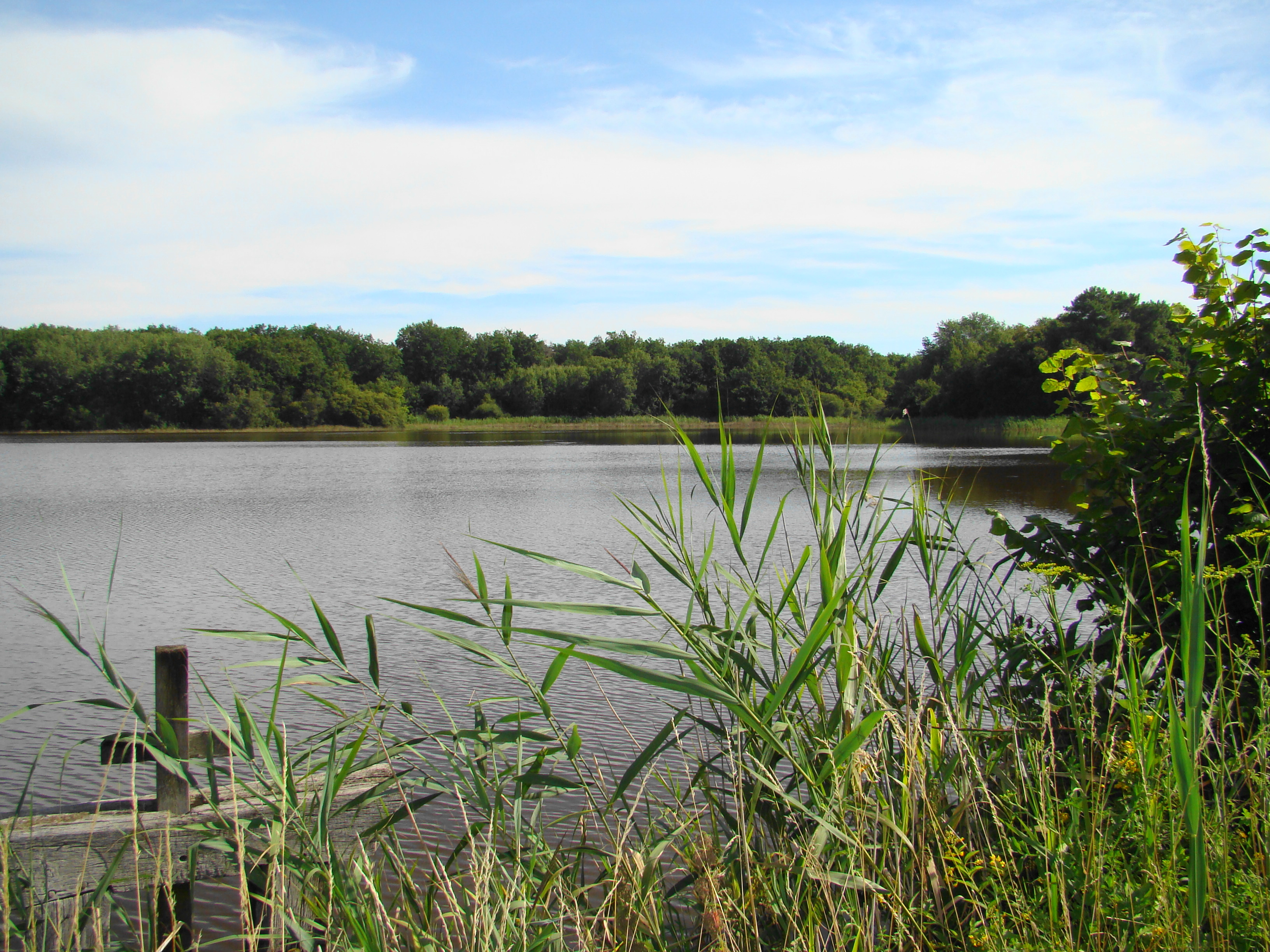
Vijver

Sologne is een landstreek in de regio Centre-Val-de-Loire, in het midden van Frankrijk.
De streek wordt in het noorden begrensd door de vallei van de Loire, in het zuiden door de vallei van de Cher en in het oosten door de heuvels van Sancerrois. De departementen Loiret, Loir-et-Cher en Cher liggen volledig of gedeeltelijk in Sologne. De streek ligt tussen de grote steden Orléans, Blois en Bourges en is dun bevolkt. De belangrijkste steden in de streek zijn:
- Romorantin-Lanthenay (de onofficiële hoofdstad van de streek)
- La Ferté-Saint-Aubin
- Salbris
- Lamotte-Beuvron
- Aubigny-sur-Nère

De streek is relatief vlak en door de samenstelling van de bodem, die weinig water doorlaat, zijn er talrijke meren. De bovenste bodemlaag bestaat uit zand en klei dat is weggespoeld uit het Centraal Massief. Deze laag is op plaatsen tot 50 meter diep. De streek is door de zure bodem weinig geschikt voor landbouw. Enkel in het westelijke, drogere deel van Sologne worden aardbeien, asperges en druiven geteeld. Van oudsher werd er aan schapenteelt gedaan op de heidegronden. Verschillende van de meren zijn in de middeleeuwen met de hand aangelegd om het gebied te draineren. Vanaf 1860 werd er begonnen met het massaal bebossen van de streek. Hierdoor is zo'n 30% van de streek bedekt met bossen (eiken, dennen en berken).
Door de bossen en de relatieve nabijheid tot Parijs was Sologne in het verleden een geliefde bestemming voor de elite om er te jagen. Er zijn verschillende jachtkastelen in Sologne.